# Daniel Sbarra
Daniel Sbarra (La Plata; 5 de marzo de 1952) es un guitarrista y compositor argentino.

## Biografía

### Sus inicios

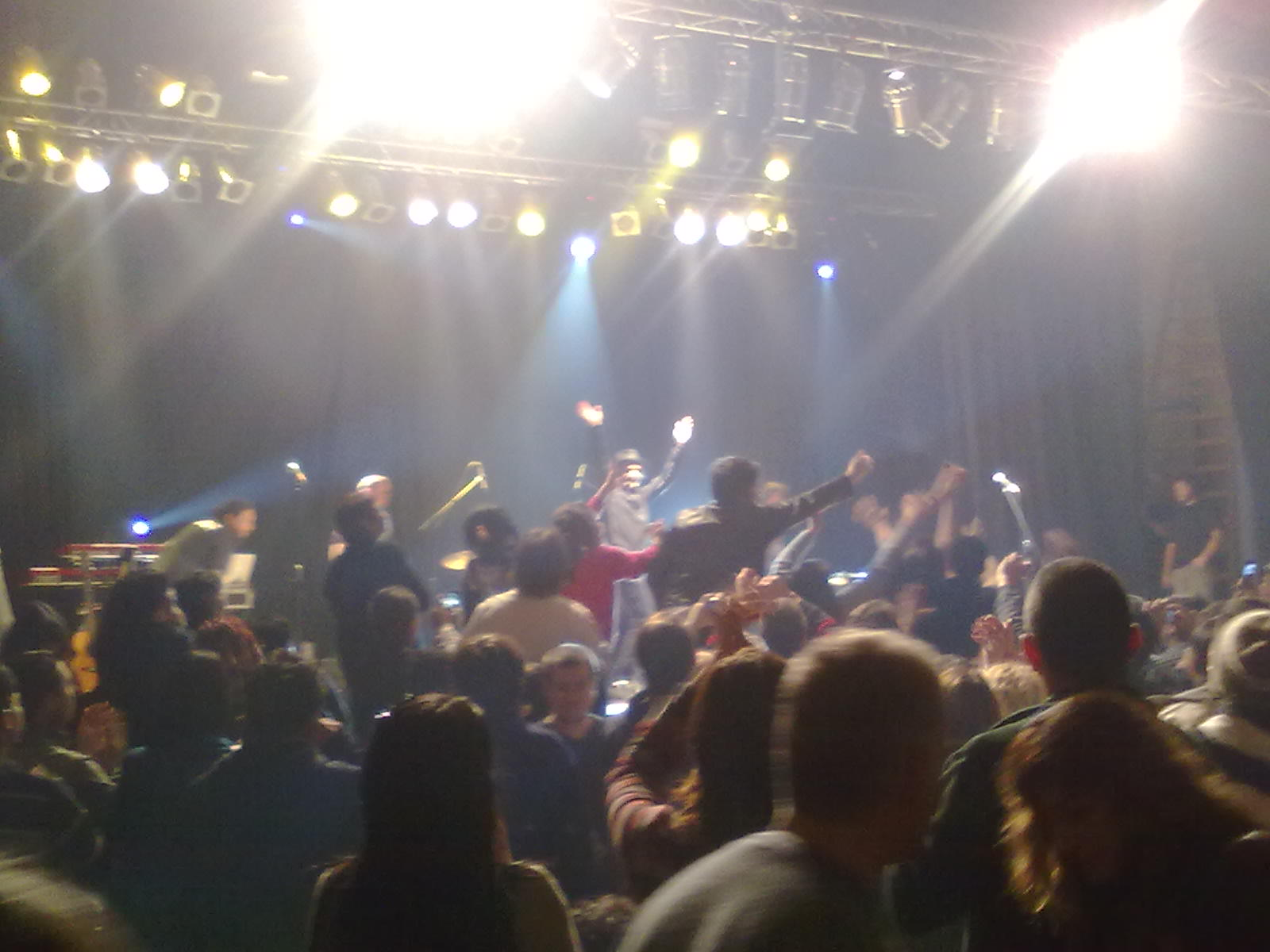
El insigne guitarrista de Virus se despide de sus fanes tras un recital en 2010 en el teatro María Auxiliadora de Comodoro Rivadavia.

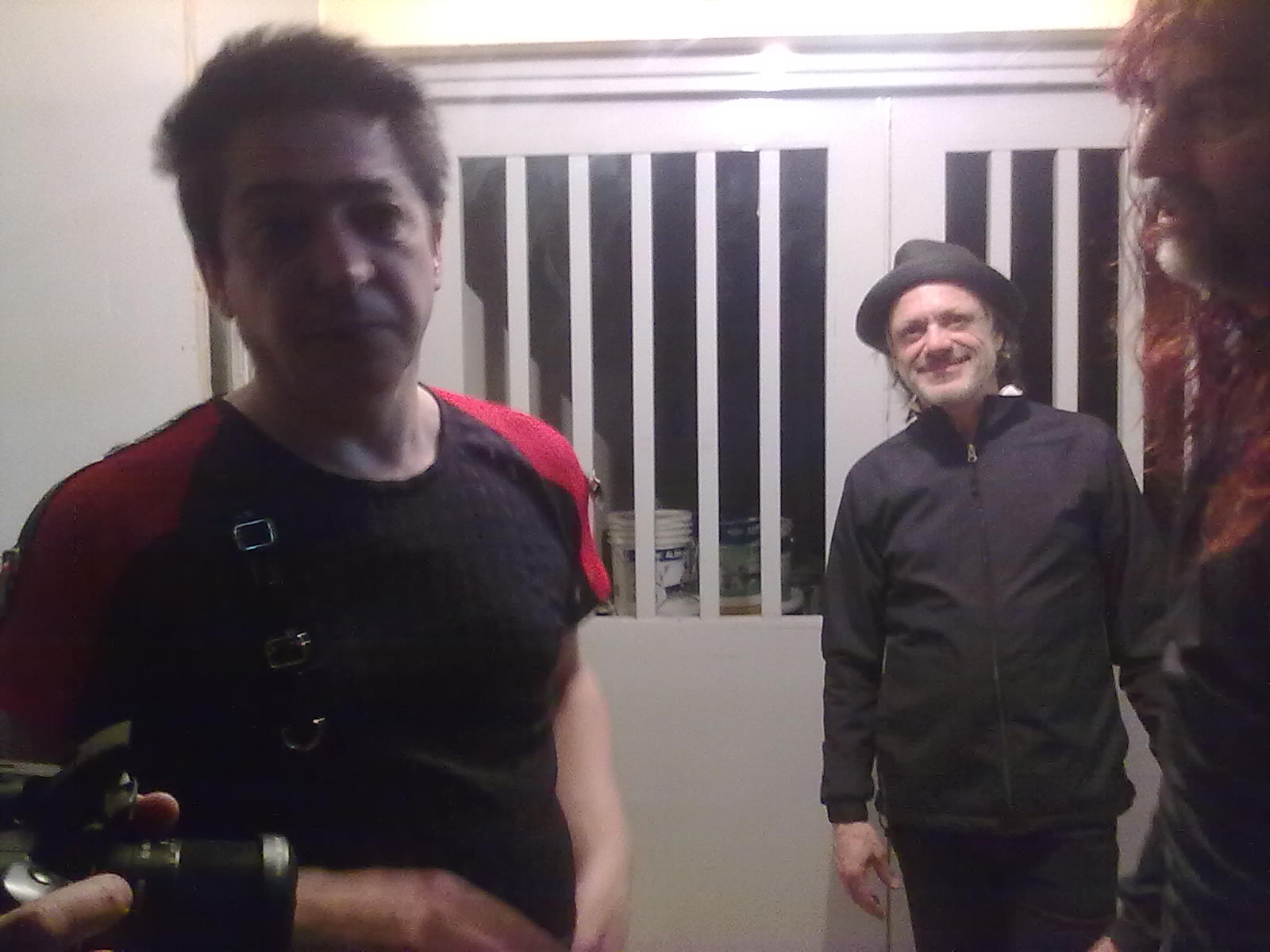
Sbarra junto a Marcelo Moura al final de un concierto. Ambos, junto al restante Moura, son los máximos representantes de la célebre banda. Al costado, un fan del grupo.

Sbarra nació el 5 de marzo de 1952 en La Plata. Guitarrista desde pequeño y gran amante de la música, de joven formó algunas bandas, entre ellas The Eggs y el grupo de música beat Dulcemembriyo, junto a Federico Moura. Con esta banda lograron presentarse en varios lugares allá por finales de la década del sesenta y realizar toda una gira por Bolivia. 
En el año 1972 emigró, como varios músicos argentinos, hacia Europa, donde conoció a Miguel Abuelo y formaron el grupo Miguel Abuelo & Nada.
Con esta banda, integrada por argentinos y chilenos, grabaron un LP producido por el mecenas millonario francés Moshé Naïm. En este disco, Miguel Abuelo & Nada, editado dos años después con la agrupación ya disuelta, Sbarra aportó tres temas: "Señor carnicero"; "Recala sabido forastero" y "Octavo sendero". La presentación del material se llevó a cabo en 1974 con una gira por varios lugares de Francia: "Íbamos con camiones tremendos, con generadores eléctricos y todo. Tuvimos muy buenas críticas sobre el show; pero el grupo tenía diferencias internas. Daniel quería hacer una línea Deep Purple y no nos poníamos de acuerdo, en el disco se nota que las guitarras tocan en un estilo diferente en las canciones, así que a la larga nos disolvimos", declaraba Miguel Abuelo años más tarde. Luego, durante su período europeo, Sbarra tocó folklore con el dúo Anacrusa y con el quenista argentino Uña Ramos.

### Su papel en Virus
En 1982 se radicó en Chile. Luego de una estadía de dos años en el país transandino regresó a la Argentina. Rápidamente se integró a las filas de Virus, banda liderada por Federico Moura. Debutó como músico invitado en la presentación oficial del álbum Relax el 21 de noviembre en el teatro Astros y en 1985 quedó como miembro estable de Virus siendo presentado como tal en los shows en el teatro Astros en abril de dicho año. Con la banda de Moura grabó los discos Locura (1985); Vivo (1986) ; Superficies de placer (1987) y recién en Tierra del Fuego (1989) aportó temas totalmente propios, como "Lanzo y escucho" y "Muy natural", hasta la primera separación de la banda un año después de la edición del disco, el cual fue grabado casi en su totalidad sin la presencia de Federico Moura, tras su fallecimiento el 21 de diciembre de 1988. Justamente en ese año, Daniel Sbarra colaboró en los discos de bagualas de la musicóloga, docente y folklorista Leda Valladares llamados "Grito en el cielo I y II", cantando "A mí me dicen el tonto" y "En Atamisqui", compartiendo las voces con Federico Moura.

### Otros proyectos
En 1990 compuso la música del cortometraje Diapos, el cual también protagonizó, y dos años después compuso la música del mediometraje Tukuyricuj, de Pablo Liberatori. A su vez, comenzó en la década del noventa a dar clases de guitarra, teclados y composición, paralelamente escribiendo una opereta para guitarra, máquina, varios cantantes y cuerpo de baile. 
Entre 1993 y 1994, produjo al grupo Viaje a Venus en su disco Trabajo de hormiga, para luego sumarse como guitarrista estable de la banda.

### El regreso
Sbarra participó en el show sorpresa que ofreció Virus en "La Casona de Lanús" (Gran Buenos Aires) el 12 de marzo de 1994, y en el show multitudinario que dieron en el 112.º aniversario de la ciudad de La Plata, el 19 de noviembre del mismo año ante más de 120.000 personas. Con el retorno de Virus participó en todos los shows y en 1998 editó junto a la banda el álbum Nueve, la novena producción de los platenses, marcando así el retorno de Virus a las bateas.

## Discografía

### Con Miguel Abuelo
- Miguel Abuelo & Nada (1975)

### Con Virus
- Locura (1985)
- Virus Vivo (1986)
- Superficies de placer (1987)
- Tierra del Fuego (1989)
- Virus Vivo 2 (1997)
- 9 (1998)
- Caja Negra (2006)
- 30 años de Locura (2015)